# Моджеевский, Роберт Дж.
Роберт Джозеф Моджеевский (род. 3 июля 1934) — офицер Корпуса морской пехоты США в отставке, удостоился высочайшей американской награды за храбрость — медали Почёта, за храбрость, проявленную в ходе Вьетнамской войны.

## Биография

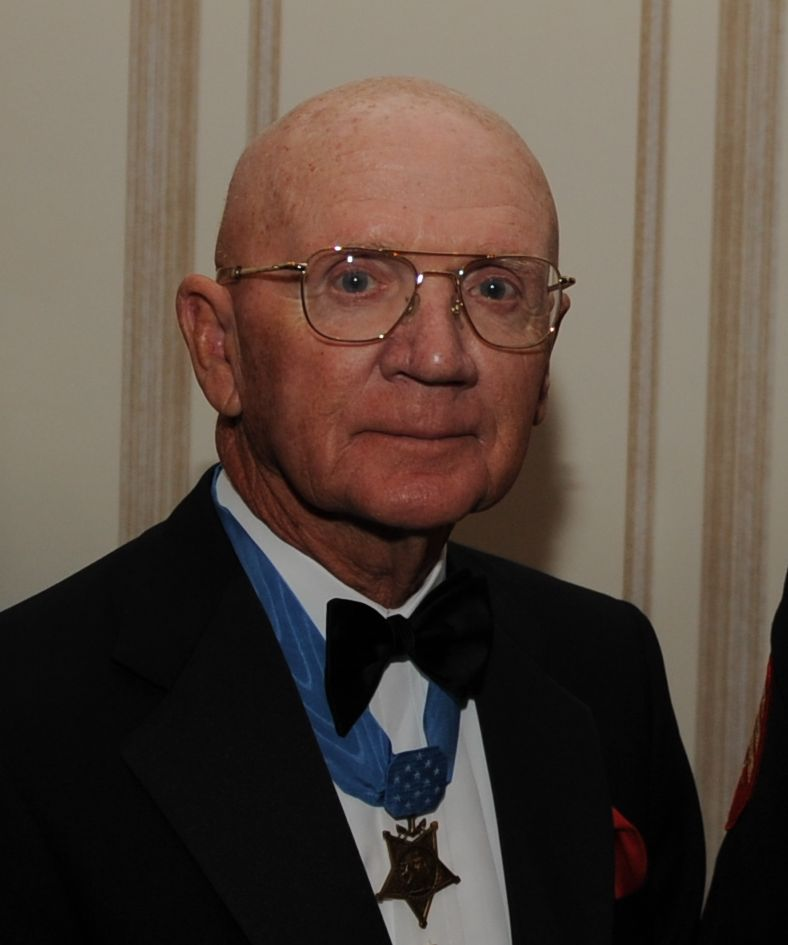
Моджеевский в 2011 году

Роберт Моджеевский родился 3 июля 1934 года в г. Милуоки, штат Висконсин. Окончил высшую школу Казимира Пуласкего в 1953 году. Учился в Государственном педагогическом колледже штата Висконсин после чего поступил в университет Висконсин-Милуоки, который окончил в 1957 году со степенью бакалавра по образованию.
В 1955 году во время учёбы в университете Моджеевский вступил в резерв Корпуса морской пехоты в класс командиров взводов, по его окончании в 1957 году был призван в морскую пехоту в звании второго лейтенанта.
В марте 1958 года окончил основной курс Базовой школы Корпуса морской пехоты в Куантико, штат Виргиния, в последующем месяце (мае) служил инструктором в Базовой школе.
С июня 1958 по сентябрь 1959 года служил в составе 3-го батальона 3-го полка 3-й дивизии морской пехоты на постах командира взвода штабной роты, командира взвода роты I и офицера разведки роты М. В декабре 1958 года был повышен в звании до первого лейтенанта.
Моджеевский был переведён на базу Кэмп-Леджен, штат Северная Каролина, где до мая 1960 года служил офицером по оборудованию роты поддержки высадки 2-го служебного батальона второй дивизии морской пехоты. Затем до декабря 1960 года служил командиром отряда разведчиков 2-й роты разведки. До мая 1961 года служил командиром отряда разведки подразделения № 1 HMR(L)-262, MAG-26 на военно-воздушной базы Корпуса в Нью-ривер, штат Северная Каролина. До мая 1962 года служил командиром отряда разведки и командиром отряда разведчиков-парашютистов 2-й роты разведки. На этой последней должности он служил на борту корабля USS San Marcos в составе подразделения № 2. В мае 1962 года был повышен в звании до капитана.
Моджеевский прослужил три года в качестве помощника ответственного офицера рекрутского пункта морской пехоты в Цинциннати, штат Огайо. В мае 1965 года он вернулся в школы морской пехоты в Куантико, штат Виргиния и до августа 1965 года служил старшим помощником командира роты Е школы кандидатов в офицеры, затем окончил в (феврале 1966 года) школу механизированного десанта.
Моджеевский получил назначение на Западное побережье а потом в республику Вьетнам, Принял командование над ротой К третьего батальона 4-го полка третьей дивизии морской пехоты. В этот период в ходе операции «Гастингс» он удостоился медали Почёта.
12 марта 1968 года на церемонии в Белом доме президент США Линдон Джонсон вручил двум морским пехотинцам медали Почёта за их подвиги во Вьетнаме — майору Моджеевскому и второму лейтенанту Джону Макгинти-третьему.
В дальнейшем Моджеевский служил заместителем командира батальона (S-3) и командиром роты (до декабря 1966 года), затем до мая 1967 года вахтенным офицером штабной роты в командном центре третьей дивизии морской пехоты, сил морской пехоты флота. В январе 1967 года он был произведён в майоры.
По возвращении в США в июне 1967 года Моджеевский получил назначение в военно-морскую академию США в Аннаполисе, штат Мэриленд, как командир над казармами морской пехоты. В январе 1970 года он поступил в штабной колледж вооружённых сил в г. Норфолк, штат Виргиния и окончил курс в июне. Затем он поступил на военно-воздушную базу морской пехоты в Каиохи, Гавайи, где служил в служебно-штабной роте первой бригады морской пехоты.
В 1976 года Моджеевский получил степень магистра по педагогике в университете Пеппердайна, г. Лос-Анджелес, штат Калифорния.
Полковник Моджеевский ушёл в отставку в августе 1986 года.

## Наградная запись к медали Почёта
Президент Соединённых штатов от имени Конгресса с удовольствием вручает МЕДАЛЬ ПОЧЁТА
МАЙОРУ РОБЕРТУ Дж. МОДЖЕЕВСКОМУ
КОРПУС МОРСКОЙ ПЕХОТЫ США
За службу, описанную  в нижеследующей записи: 
За выдающуюся храбрость и отвагу, проявленные с риском для жизни при выполнении и перевыполнении долга службы на посту командира роты К третьего батальона четвёртого полка, третьего полка третьей дивизии морской пехоты в республике Вьетнам с 15 по 18 июля 1966 года. 15 июля в ходе операции «ГАСТИНГС» рота К высадилась в кишащие силами противника джунгли, чтобы установить блокпост на главной сети вражеских дорог. Вскоре после высадки рота наткнулась на усиленный вражеский взвод, занявший хорошо организованную оборонительную позицию.  Майор (тогда капитан) Моджеевский повёл своих людей на вражеский редут и с успехом его захватил, вместе с большим количеством боеприпасов и прочих грузов. Вечером того же дня противник атаковал численно превосходящими силами в попытке вернуть себе жизненно важную область, атаки продолжались следующие два с половиной дня. В первой серии атак противник периодически атаковал превосходящими силами, но каждый раз был отброшен доблестными морскими пехотинцами. На вторую ночь противник предпринял атаку силами до батальона, майор Моджеевский был ранен в ходе ожесточённого боя, который перешёл врукопашную. Несмотря на болезненные ранения, он вышел на простреливаемую местность он преодолел ползком двести метров, чтобы доставить критически необходимые боезапасы оказавшемуся на открытом месте отделению, которым он командовал и постоянно присутствовал в местах наиболее тяжёлых боёв. Несмотря на растущие потери, постоянно уменьшающийся боезапас и понимание, что они попали в окружение он умело наводил артиллерию, которая вела огонь по целям в нескольких метрах от его позиции и мужественно вдохновлял бойцов своей роты на отражение вражеской атаки. Майор Моджеевский реорганизовывал своих людей и спокойно двигался вдоль их линии, чтобы поощрять и направлять их усилия до героического предела, когда они сражались, чтобы отразить яростный натиск врага. Снова он наводил артиллерийские и авиационные удары вблизи своей позиции с опустошительным эффектом для противника, что вкупе со смелостью и решимостью солдат роты К способствовало отражению фанатичной атаки крупных северовьетнамских сил. Его беспримерный личный героизм и неукротимое лидерство вдохновили его людей на значительную победу над силами противника и принесли великую славу ему, Корпусу морской пехоты и Военно-морской службы США.
ПОДП./ЛИНДОН Б. ДЖОНСОН       
Оригинальный текст (англ.)
The President of the United States in the name of The Congress takes pleasure in presenting the MEDAL OF HONOR to
MAJOR ROBERT J. MODRZEJEWSKI
UNITED STATES MARINE CORPS
for service as set forth in the following CITATION:
For conspicuous gallantry and intrepidity at the risk of his life above and beyond the call of duty while serving as Commanding Officer, Company K, Third Battalion, Fourth Marines, Third Marines, Third Marine Division, in the Republic of Vietnam from 15 to July 18, 1966. On July 15, during Operation HASTINGS, Company K was landed in an enemy infested jungle area to establish a blocking position at a major enemy trail network. Shortly after landing, the company encountered a reinforced enemy platoon in a well organized, defensive position. Major (then Captain) Modrzejewski led his men in the successful seizure of the enemy redoubt, which contained large quantities of ammunition and supplies. That evening a numerically superior enemy force counterattacked in an effort to retake the vital supply area, thus setting the pattern of activity for the next two and one-half days. In the first series of attacks, the enemy assaulted repeatedly in overwhelming numbers but each time was repulsed by the gallant Marines. The second night the enemy struck in battalion strength, and Major Modrzejewski was wounded in this intensive action which was fought at close quarters. Although exposed to enemy fire, and despite his painful wounds, he crawled 200 meters to provide critically needed ammunition to an exposed element of his command and was constantly present wherever the fighting was heaviest. Despite numerous casualties, a dwindling supply of ammunition and the knowledge that they were surrounded, he skillfully directed artillery fire to within a few meters of his position and courageously inspired the efforts of his company in repelling the aggressive enemy attack. On July 18, Company K was attacked by a regimental size enemy force. Although his unit was outnumbered and weakened by the previous fighting, Major Modrzejewski reorganized his men and calmly moved among them to encourage and direct their efforts to heroic limits as they fought to overcome the vicious enemy onslaught. Again he called in air and artillery strikes at close range with devastating effect on the enemy, which together with the bold and determined fighting of the men of Company K, repulsed the fanatical attack of the larger North Vietnamese force. His unparalleled personal heroism and indomitable leadership inspired his men to a significant victory over the enemy force and reflected great credit upon himself, the Marine Corps and the United States Naval Service.
/S/ LYNDON B. JOHNSON

## Награды и знаки отличия
| A light blue ribbon with five white five pointed stars  |                                       |  |
| Золотая звезда повторного награждения                   |                                       |  |
| Бронзовая звезда за службу · Бронзовая звезда за службу | Золотая звезда повторного награждения |  |

| Медаль Почёта                                                                        | Орден «Легион почёта»                     | Пурпурное сердце                        |
| Медаль «За похвальную службу» с 5/16 дюймовой золотой звездой повторного награждения | Президентская благодарность подразделению | Медаль «За службу национальной обороне» |
| Медаль «За службу во Вьетнаме» с двумя бронзовыми звёздами                           | Крест «За храбрость» с золотой звездой    | Медаль «За кампанию во Вьетнаме»        |

- В 2004 году ассоциация выпускников UWM почитал Моджеевского наградой выдающихся выпускников[5].
- В 2005 году штат Оклахома назвал 26 марта 2005 года «днём полковника Роберта Дж. Моджеевского» и опубликовал резолюцию, прославляющую мужество награждённого высшей наградой страны[6].